# Up Sydling
Up Sydling és un poblet de l'oest del comtat de Dorset (Anglaterra, Regne Unit). Es troba al cap de Sydling Water, un afluent del riu Frome.